# Baroper Maschinenfabrik
Die Baroper Maschinenfabrik war eine Maschinenbaufirma in Dortmund-Barop.

## Geschichte
Die Baroper Maschinenfabrik wurde im Juli 1856 als Baroper Hütten-AG in der Nähe des Bahnhofs Barop und der benachbarten Zeche Louise gegründet. Die Genehmigung für den Betrieb als Aktiengesellschaft wurde jedoch nicht erteilt, sodass die Firma in den ersten Jahren die Firma Heuner & Co., Commanditgesellschaft, Eisengießerei und Maschinenbauanstalt in Hombruch bei Hörde trug. In den folgenden Jahren wechselte wegen einer Finanzkrise mehrfach der Eigentümer: ab 1859 hieß die Firma Kuntze & Co., ab 1862 Blaß et Comp. und ab 1869 schließlich Daelen et. Comp.
Unter dem Besitzer Reiner Daelen wurde die Produktion umgestellt. Stellte das Werk zuvor vorwiegend Rohprodukte zur Weiterverarbeitung her, so spezialisierte man sich nun auf Dampfmaschinen und andere Anlagen für Bergwerke und Kokereien. Eine dieser Dampfmaschinen ist noch heute betriebsfähig im Westfälischen Freilichtmuseum in Hagen erhalten. Im Jahr 1872 – 16 Jahre nach der Gründung – wurde schließlich die Genehmigung erteilt, die Unternehmung in eine Aktiengesellschaft zu überführen. Sie nannte sich fortan Baroper Maschinenbau AG.
Ab 1873 schwächte die Wirtschaftskrise infolge des Wiener Börsenkrachs das Unternehmen. In den folgenden Jahren lag die Produktion fast still, stieg in den 1880er Jahren jedoch wieder deutlich an. Infolge der Weltwirtschaftskrise von 1929 war der Betrieb schließlich insolvent. Bis 1932 wurde das Unternehmen aufgelöst. Das verbliebene Vermögen wurde von der Firma Schüchtermann & Kremer Baum AG übernommen.
Bekanntester Lehrling der Baroper Maschinenfabrik war August Klönne, dessen spätere Firma vor allem durch den Bau von Wassertürmen bekannt wurde. Er erhielt in den späten 1860er Jahren hier eine Lehre zum Maschinenbauer.